# Wasserturm Wissersheim

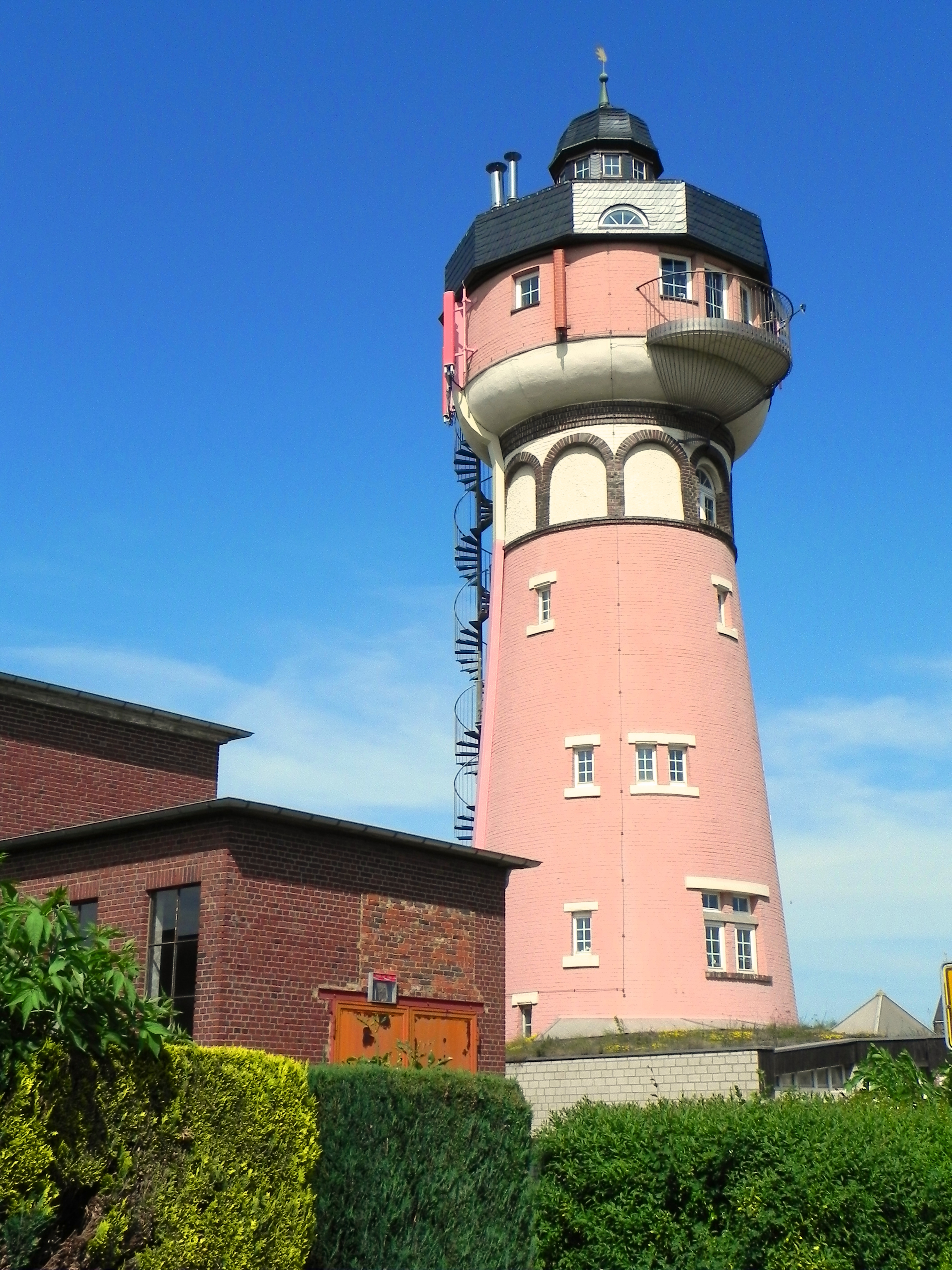
Wasserturm, links das Maschinenhaus

Der Wasserturm Wissersheim steht im Nörvenicher Ortsteil Wissersheim im Kreis Düren, bezeichnenderweise in der Wasserturmstraße. Er ist weit über die Bördelandschaft zu sehen.

## Geschichte
Der Turm wurde 1908/09 erbaut, und zwar vom damaligen Wasserwerk Wissersheim-Rath, das bis in 2008 als Eigenbetrieb der Gemeinde Nörvenich geführt wurde. 1989 wurde der ehemalige Wasserturm von dem Bildhauer Günter Thelen erworben, der dort seine Wohnung und sein Atelier einrichtete. Das Maschinenhaus wurde an einen Privatmann veräußert.
Der Wasserturm steht nicht unter Denkmalschutz. Er war bis 1952 in Betrieb.
Nachdem bereits sehr früh das Grundwasser durch den nahegelegenen Braunkohletagebau so weit abgesenkt worden war, dass eine Förderung unmöglich wurde, lieferte Rheinbraun sog. „Ersatzwasser“ aus dem Wasserwerk in Dirmerzheim. Seit dem 8. Januar 2012 erfolgt die Trinkwasserversorgung durch den Wasserleitungszweckverband der Neffeltalgemeinden in Vettweiß.